# Александровский, Сергей Владимирович (управленец)
Серге́й Влади́мирович Александро́вский (род. 9 сентября 1976, Москва) — российский управленец. Генеральный директор и председатель правления ПАО «Аэрофлот — российские авиалинии» с 8 апреля 2022 года.

## Биография
Родился 9 сентября 1976 года в Москве.
С 2007 года — член совета директоров (наблюдательного совета) ЗАО «Шеротель» (дочернее общество ОАО «Аэрофлот»).
C 2016 года работал в АО «Авиакомпания „Россия“», занимал должность заместителя генерального директора по продажам и имущественным вопросам. Принимал непосредственное участие в формировании и реализации бизнес-модели авиакомпании «Россия». С сентября 2018 года являлся временно исполняющим обязанности генерального директора. 10 декабря 2018 года был избран генеральным директором авиакомпании «Россия».
8 апреля 2022 года правительство РФ утвердило кандидатуру Сергея Александровского на пост генерального директора ПАО «Аэрофлот». Решением совета директоров «Аэрофлота» он также возглавил правление авиакомпании. Полномочия подтверждены сроком на 5 лет по результатам внеочередного заседания совета директоров ПАО «Аэрофлот», которое состоялось 22 июля 2022 года в форме заочного голосования.
12 декабря 2022 года вошёл в состав экспертного совета при правительстве РФ.
21 апреля 2023 года вошёл в состав организационного комитета по подготовке и проведению Всероссийского молодежного экологического форума «Экосистема».

## Санкции
24 февраля 2023 года, в годовщину начала российского вторжения на Украину, внесён в санкционный список Великобритании.